# Hotel del Coronado
L’Hotel del Coronado (aussi connu comme The Del ou Hotel del) est un hôtel situé à Coronado, près de San Diego, en Californie, aux États-Unis. Hôtel de luxe, il jouxte directement la plage et donne sur la baie de San Diego.
C'est l'un des rares exemples survivants d'un style d'architecture américaine typique : la station balnéaire victorienne en bois. C'est d'ailleurs l'un des plus anciens bâtiments en bois de Californie. Il est inscrit sur le Registre national des lieux historiques depuis 1977 et est désigné monument historique en Californie. 
Quand il a ouvert en 1888, il était le plus grand hôtel de villégiature du monde et le premier à utiliser l'éclairage électrique. L'hôtel est le cadre de plusieurs livres et films, comme Certains l'aiment chaud (1959), Le Diable en boîte (1980) Le Jeune Homme, la Mort et le Temps ou Un pourri au paradis (1990).

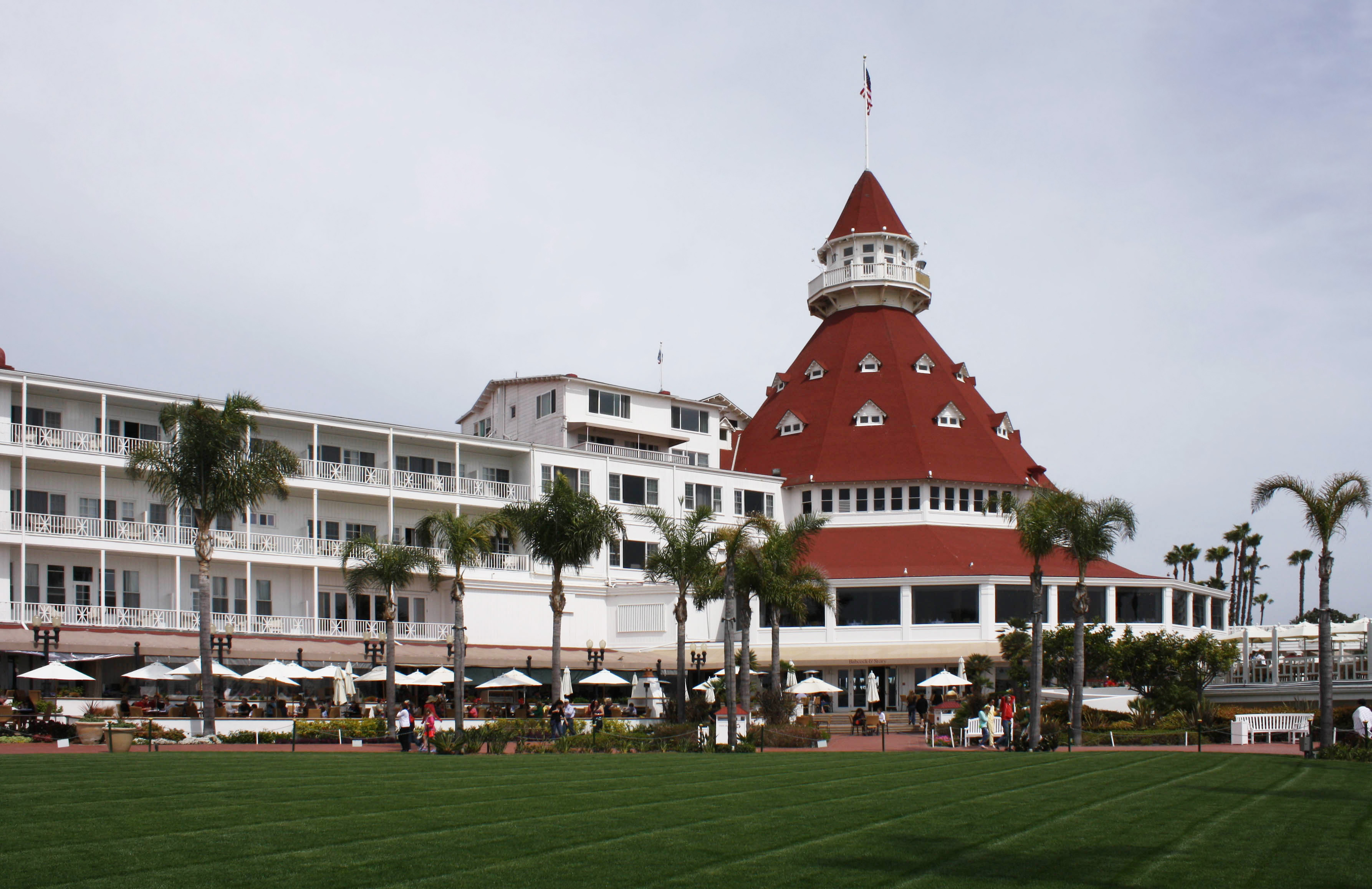
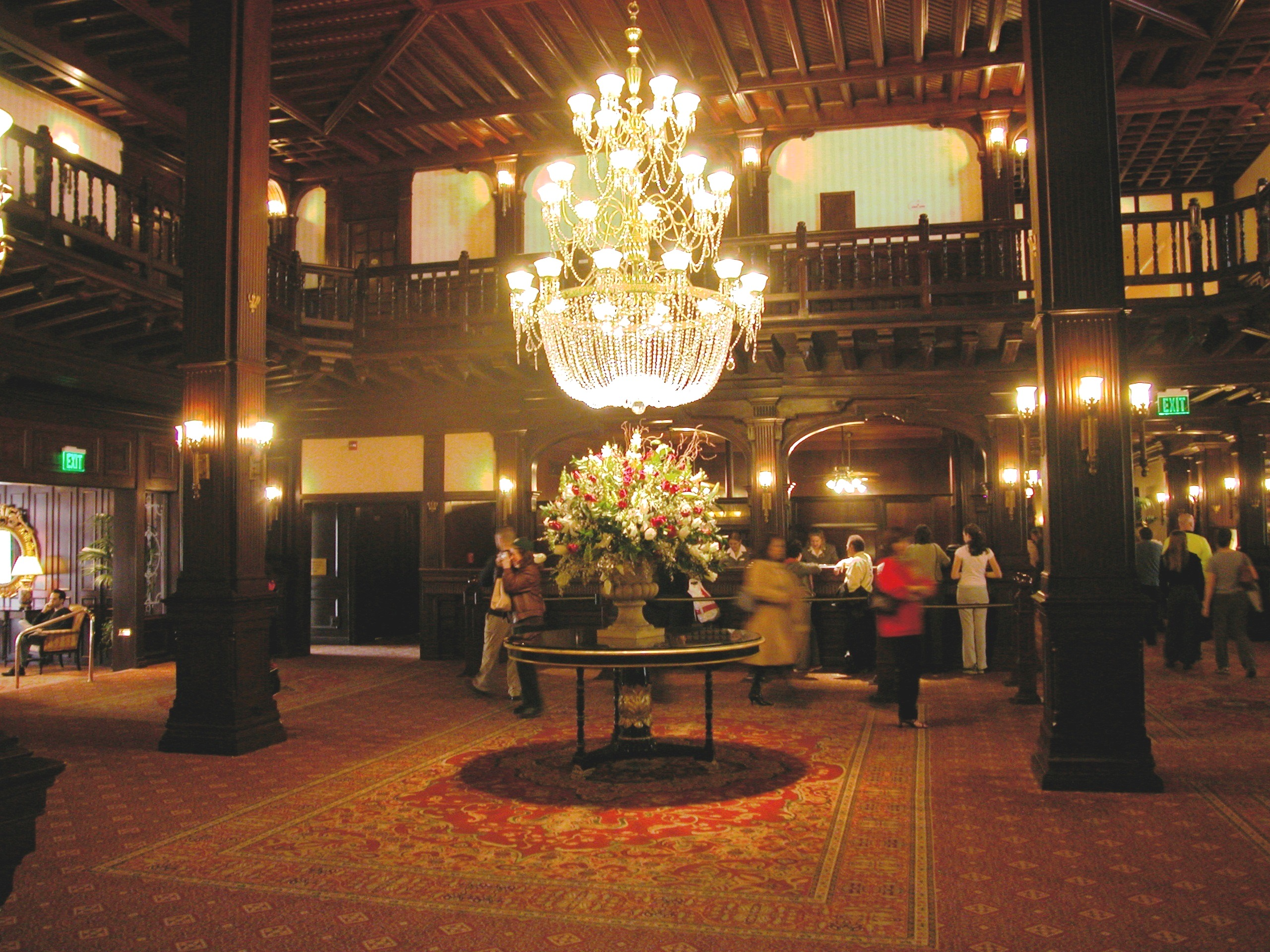